# Người Ireland lãng du
Người Ái Nhĩ Lan lãng du (Irish Travellers; tiếng Ireland: an lucht siúil, nghĩa là [những] người đi bộ/du hành) là một dân tộc có truyền thống du cư, mà nay vẫn giữ một số phong tục truyền thống. Dù ngày nay chủ yếu nói tiếng Anh, một ít người vẫn nói Shelta hay một cant tương tự nào đó. Họ sống chủ yếu ở Ireland, tuy cũng có cộng đồng kiều dân tại Vương quốc Liên hiệp và Hoa Kỳ. Nguồn gốc của họ chưa rõ ràng. Những nhóm quyền lợi Travellers từ lâu đã yêu cầu chính phủ Cộng hoà Ireland công nhận địa vị dân tộc cho họ. Nhờ vậy, năm 2017, những người này đã được công nhận chính thức.